# 신세계 (영화)
《신세계》는 2013년에 개봉한 대한민국의 영화이다. 박훈정이 감독하였으며, 이정재, 최민식, 황정민 등이 출연하였다.
당초 3부작으로 기획된 이 영화는, 2편은 신세계의 7년 전 이야기를 다루는 프리퀄(prequel)로, 3편은 1편에서 이어지는 내용을 담는 시퀄(sequel)로 기획되었다. 하지만 2016년 1월 2일 박훈정 감독은 자신의 블로그를 통하여 프리퀄 제작이 무산되었음을 알렸으며, 이후 감독은 금월(골드문)영화사를 설립하여 시퀄 제작에 기대를 모으고 있다.

## 줄거리
이자성(이정재)은 한국 최대의 기업 범죄 조직인 금월(골드문골드문 인터내셔널)영화사에 근무한 잠복 경찰이다. 8년 동안 그는 끊임없이 발각될 위험에 처해 있다. 강형철 과장(최민식)은 자성을 해외경찰로 발령내주겠다고 약속하지만 약속을 자꾸 미룬다. 자성이 경찰을 그만두겠다고 위협하자 강과장은 자신의 정체를 범죄 조직에 누설하겠다고 협박하고, 그러면 자성이 고통스럽게 죽게 될 수 있다.
골드문사이트 회장이 사고로 죽고 두 남성이 그의 뒤를 이어 새로운 회장이 되기 위해 싸운다. 정청은 중국계 북대문파의 지원을 받고 있다. 이중구는 재범파의 지원을 받고 있다.
강 과장은 정청과 중구가 서로를 이기고 장수기가 새 회장이 될 길을 열어주기를 바라며 서로 맞붙는다. 수기는 명목상 회사의 부사장이지만 실권은 없다. 강 과장은 나약한 수기에게 이끌리면 골드문 회사가 패배할 정도로 약해지길 바란다. 강 과장은 정씨를 협박해 자신의 범죄에 대한 사면을 받는 대가로 중구에 대한 증거를 누설하라고 설득한다. 그는 중구를 체포한 후 정청이 자신을 배신했다고 중구에게 알린다. 분노한 중구는 정청을 암살하기 위해 부하들을 보낸다. 중구의 부하들이 정청 무리를 기습해 치명상을 입힌다. 한편 중구의 부하들은 자성의 집에 침입한다. 자성의 아내는 경찰에 의해 구출됐지만 충격으로 유산된다.
정씨의 공격에 충격을 받은 자성은 중구가 출소하면 자신에게 무슨 짓을 할지 두려워 강 과장에게 자신을 재배치하고 사라지게 해달라고 간청한다. 강 과장은 약속을 지키지 않고 자성의 경찰 프로필을 파괴하여 골드문에서 계속 일하도록 강요한다. 그 후 자성은 병원에 있는 정청을 만나러 가고, 죽기 전에 정청은 자성에게 의리를 결정하라고 한다. 자성은 정청이 자신이 비밀경찰이라는 사실을 알게 된 것을 이해하지만, 두 사람의 우정 때문에 모른 척한다.
자성은 결국 나쁜 남자가 되기로 결심한다. 그는 정청의 무리를 장악하고 수기 부하들의 충성심을 확보한다. 수기가 자성을 처형하려 하자 그의 부하들이 대신 그를 죽인다. 자성의 명령에 부하들은 강 과장과 고 국장, 중구를 살해한다. 그 결과 자성의 과거 잠복 신분은 비밀로 남아 골드문의 새 회장으로 순조롭게 올라간다. 더 자세한 내용은 공식홈페이지에서

## 캐스팅

### 주요 인물
- 이정재 - 이자성 역

신입 경찰일 때 강 팀장(강 과장)에게 스카우트되어 범죄조직인 골드문에 잠입하여 8년 동안 조직원으로 활동하며 절대 신임을 받는다. 같은 경찰임에도 자신을 믿지 않는 강 과장과 의리로 아껴주는 정청 사이에서 갈등한다.
- 최민식 - 강형철 과장 역

강형철. 경찰청 수사기획과 과장. 8년 전 신입 경찰이던 자성을 골드문에 잠입시켜 위장 잠입수사를 하게 한다. 골드문 석동출 회장이 교통사고로 죽고 후계자 구도로 시끄러운 골드문 문제에 개입하여 경찰의 손아귀에 넣기 위해 신세계 프로젝트를 설계해 자성을 더욱 압박한다.
- 황정민 - 정청 역

골드문의 실질적인 2인자. 북대문파 두목이었으나 제일파, 재범파, 북대문파 세 조직이 합쳐져 기업형 조직 골드문을 만들면서 석동출 밑으로 들어간다. 8년 전 고향 여수에서 처음 만나 지금까지 친형제처럼 모든 순간을 함께 해 온 같은 화교 출신인 자성에게 강한 신뢰를 갖고 있다.

### 주변 인물
- 박성웅 - 이중구 역
- 송지효 - 이신우 역
- 김윤성 - 오석무 역
- 나광훈 - 양문석 역
- 박서연 - 주경 역
- 최일화 - 장수기 역
- 주진모 - 고 국장 역
- 장광 - 양희우 역
- 권태원 - 박 이사 역
- 김홍파 - 김 이사 역

### 그 외
- 이승부 - 이사 1 역
- 김병옥 - 거지 1, 탈북 인민군 역
- 우정국 - 거지 2, 탈북 인민군 역
- 박인수 - 거지 3, 탈북 인민군 역
- 정영기 - 거지 4, 탈북 인민군 역
- 박상규 - 경찰 간부 역
- 류성현 - 간부 1 역
- 정미남 - 간부2 역
- 이우진 - 간부 3 역
- 성낙경 - 간부 4 역
- 손병희 - 택시기사 역
- 정민성 - 형사 역
- 안수호 - 최 이사 역
- 태인호 - 수하 1 역
- 이경헌 - 수하 2 역
- 차용학 - 수하 3 역
- 정재헌 - 정청계 1 역
- 이희석 - 정청계 2 역
- 김서원 - 정청계 3 역
- 박지훈 - 정청계 4 역
- 곽진석 - 정청계 5 역
- 권태호 - 정청계 6 역
- 신성일 - 정청계 7 역
- 남경민 - 정청계 8 역
- 함진성 - 정청계 9 역
- 서종철 - 정청계 10 역
- 박상훈 - 이중구계 1 역
- 권지훈 - 이중구계 2 역
- 최봉록 - 이중구계 3 역
- 최제헌 - 이중구계 4 역
- 최우형 - 이중구계 5 역
- 이원우 - 이중구계 6 역
- 김환수 - 이중구계 7 역
- 최산 - 이중구계 8 역
- 임현철 - 재범파 1 역
- 진모 - 재범파 2 역
- 백승익 - 천안 1 역
- 한동욱 - 천안 2 역
- 정민욱 - 천안 3 역
- 김남훈 - 천안 4 역
- 정종화 - 의사 역
- 신혜정 - 여의사 역
- 김신일 - 경찰 1 역
- 동현배 - 경찰 2 역
- 조용재 - 수사관 1 역
- 장영 - 수사관 2 역
- 이주한 - 수사관 3 역
- 김성종 - 수사관 4 역
- 연준원 - 불개미파 1 역
- 김진혁 - 불개미파 2 역
- 허명행 - 불개미파 3 역
- 한재덕 - 삼합회 보스 역
- 연영식 - 고 국장 운전기사 역
- 이성재 - 장 실장 역
- 정군 - 중년 경찰 역
- 신수정 - 편의점 알바녀 / 아나운서 (목소리) 역
- 목소리 출연 아나운서

이정훈, 최윤진, 노호연, 박민정, 양준호

### 특별출연
- 이경영 - 석동출 역

### 우정출연
- 류승범 - 강철화 순경 역
- 마동석 - 조형주 과장 역

## 수상
- 2013년 제5회 본 스릴러 국제영화제 심사위원상 - 박훈정
- 2013년 제46회 시체스영화제 포커스 아시아 - 박훈정
- 2013년 제22회 부일영화상 남우주연상 - 황정민
- 2013년 제50회 대종상 음악상 - 조영욱
- 2013년 제34회 청룡영화상 남우주연상 - 황정민
- 2013년 제33회 한국영화평론가협회상 CJ CGV스타상 - 이정재
- 2013년 제8회 에이어워즈 크리에이티브부문 - 박훈정
- 2013년 한국영화배우협회 송년의 밤 영화 톱스타상 - 황정민

## 같이 보기
- 프락치
- 무간도
- 디파티드
- 무정도시